# Eduard Lassen
Eduard Lassen (Copenhague, 13 de abril de 1830 - Weimar, 15 de enero de 1904) fue un compositor belga.
Nació en Copenhague, pero se crio en Bruselas, estudiando en el Conservatorio de Bruselas. Ganó el Premio de Roma en 1851, y realizó giras por Alemania e Italia. Se estableció en Weimar, donde en 1861 sucedió a Franz Liszt como director de ópera. Murió en Weimar el 15 de enero de 1904. 

## Composiciones
Entre sus composiciones, nos encontramos con varias óperas:
- Landgraf Ludwig's Brautfahrt (1857)
- Frauenlob (1861)
- Le Captif (1868)

También compuso música instrumental para dramas, destacando Fausto (1876) de Goethe, dos sinfonías y varias composiciones corales.